# Setchelliogaster fragilis
Setchelliogaster fragilis är en svampart som först beskrevs av Zeller & C.W. Dodge, och fick sitt nu gällande namn av E. Horak 1980. Setchelliogaster fragilis ingår i släktet Setchelliogaster, ordningen Agaricales, klassen Agaricomycetes, divisionen basidiesvampar och riket svampar.   Inga underarter finns listade i Catalogue of Life.